# Гагаузский народный календарь
Гагаузский наро́дный календа́рь (гаг. yortuluk) — календарный свод обычаев, предписаний, поверий, связанных с повседневной жизнью гагаузов.

## Устройство календарного уклада
Бессарабский пласт более поздний и связан с культурным взаимодействием гагаузов с соседними народами, и в первую очередь с молдаванами и восточными славянами (украинцами), на новой родине в Бессарабии. В результате тесных этнокультурных контактов гагаузов с румынами и молдаванами гагаузская календарная обрядность обогатилась значительным числом терминов и разнофункциональных обрядов.
В конце XIX – начале XX в. происходил процесс разрушения народных обрядов, который был обусловлен изменениями социально-экономического уклада. В начале XX в. исчезли межсельские праздники (Сборы). Тем не менее, многие сохранившиеся календарные обряды, испытав определённую эволюцию, исполняются и в настоящее время. 

## Календарное мировоззрение
Для традиционного мировоззрения характерно использование двух календарей с разными сферами применения. В XIX – первой половине XX в. гагаузы особо отмечали праздники Хедерлез (День Св. Георгия) – Касым (День Св. Димитрия), что свидетельствует о сохранении древних представлений о двуцикличном делении года на зиму (от праздника Касым до Хедерлез) и лето (от праздника Хедерлез до Касым). В то же время, в хозяйственной деятельности широко использовали четырёхцикличное деление года, что объясняется преобладающей ролью земледелия в этот период.

## Зимний цикл праздников
26.10/08.11 – Согласно народному календарю праздник День Св. Димитрия (Касым), считался началом зимы. В этот день производили расчёты с пастухами и другими работниками за летний сезон и нанимали их на новый сезон. К этому времени завершали осенний сев озимых.
Хозяева, у которых имелось большое количество овец, совершали курбан (гаг. Allahlık) с целью «обеспечить» здоровье и сохранность скота на период зимы «гаг. kurban mal saalık için» («курбан за здоровье скота») (с. Авдарма, Баурчи, Дмитровка).
27.10/09.11 – В некоторых гагаузских сёлах (Баурчи, Бешалма, Чок-Майдан) известен праздник под названием День мыши (гаг. Sıçan günü), который отмечали сразу после дня Св. Димитрия (в с. Чок-Майдан – после Пасхи). По церковному календарю этот день праздновали в честь Святого мученика Нестора. Женщины совершали магические действия с целью сохранить собранный урожай: глиной заделывали все мышиные норы, чтобы «замазать глаза мышам».
08.11/21.11 - День Архангела Михаила (гаг. Arahangil Mihail, Ahrangil Mihail) являлся одним из поминальных дней, так как в представлениях гагаузов, как и других православных народов, он был связан с потусторонним миром и считался «перевозчиком душ». Накануне дня Св. Михаила (Duşniţa) и непосредственно в праздник одаривали соседей и родственников едой в память умерших родственников (гаг. pomana, ileştrimäk).
11/24–17/30 ноября - Окончательное наступление зимы в народе связывалось с Волчьими праздниками (гаг. Canavar yortuları, Yabanı yortuları), с началом Рождественского поста. Волчьи праздники не были приурочены к дням христианских святых. Их отмечали с целью предохранить скот и домочадцев от опасных хищников. Количество дней, соблюдаемых в честь волков во всех сёлах различно – от трёх до семи дней. При этом половина из празднуемых дней должна приходиться на канун Рождественского поста, а другая половина – непосредственно на Рождественский пост. 
Основу праздника составляют ритуальные запреты на все виды женских работ, связанные с шерстью (вязанье, тканье, пряденье, шитьё) и использованием острых предметов (иголка, спицы, ножницы). Особенно строго этот запрет соблюдали женщины в отношении мужчин, поскольку они являлись основными работниками в поле. Согласно народному поверью, если мужчина окажется в поле в той одежде, которую женщина связала или сшила во время Волчьих праздников, то за ним непременно погонится волк. 
Гагаузская обрядность, связанная с Волчьими праздниками, в значительной степени схожа с обрядностью народов Балкано-Дунайского региона и представляет собой общебалканское явление.
21.11/04.12 - Через неделю после начала Рождественского поста отмечали день в честь Хромого волка (гаг. Topal canavar günü). По церковному календарю это праздник Введение во Храм Пресвятой Богородицы (гаг. Vedeniye günü, Ovdeniye). Согласно легенде, Хромой волк считался более опасным, чем другие волки. Запреты этого дня аналогичны запретам, соблюдавшимся в Волчьи праздники. В День Хромого волка в некоторых сёлах приготовляли лепёшку на дрожжах, которую смазывали мёдом (гаг. ballı pita). Рано утром ею угощали соседей. Иногда вместо лепёшки соседей одаривали тарелкой с мукой или несли её святить в церковь (с. Бешгез). По-видимому, древнее предназначение обрядовой лепёшки заключалось в том, чтобы умилостивить волка.
30.11/13.12 - День Св. Андрея (гаг. Andrey günü, Ay Andrey) известен в народе под названием «День чеснока» (гаг. Sarmısak günü. Накануне этого дня совершали различные магические действия с чесноком с целью предохранения от злых сил (гаг. cadı – колдун). На стенах комнат, на дверях, воротах, в помещении для скота чесноком чертили кресты. Его носили в кармане, а также употребляли в пищу. 
Вечером, накануне дня Св. Андрея, молодёжь собиралась в чьём-либо доме на посиделки. Каждый, кто приходил в дом, приносил с собой головку чеснока, которую клал в общую тарелку. Весь вечер за этой тарелкой наблюдали парни и девушки, чтобы она не пропала. У гагаузов этот обычай известен под названием «Охранять чеснок» (гаг. Sarmısak beklemää). Под утро каждый из присутствующих брал с собой домой головку чеснока. По росту чеснока, посаженного в цветочный горшочек, гадали о счастье членов семьи, о суженых. Данный обычай был заимствован гагаузами у молдаван.
04.12/17.12 - В день Св. Варвары (Varvara, Varvara günü) приготовляли обрядовую лепёшку, смазанную мёдом (ballı pita) «за здоровье детей» и «чтобы облегчить муки Св. Варвары». Рано утром ею угощали соседей. Варвару почитали как целительницу от кори и оспы. В некоторых сёлах (с. Бешгез, Котловина, Виноградовка) помимо большой лепёшки пекли ещё три маленькие (saçak pitası) с целью задобрить болезнь, “чтобы она наелась и не вошла в дом”. Эти лепёшки подвешивали к стрехе дома или на садовые деревья. 
06.12/19.12 - День Св. Николая (Nikulay, Nikulay günü, Ay Nikola, Nikul günü, Sveti Nikola) отмечали в народе два раза в году зимой и летом - 9/22 мая. Св. Николай считался покровителем рыбаков и моряков. Ему молились паломники, отправляющиеся в Иерусалим. В некоторых семьях на Николая-зимнего готовили рыбный курбан (balık kurbanı) либо холодец из рыбы (balık paçası), так как этот праздник приходился на Рождественский пост.
12.12/25.12 - День Св. Спиридона (Skırdon) считался одним из наиболее опасных дней в году (hatalı gün). В основе обрядности этого дня лежит предохранительная магия, в которой проявляются элементы «волчьих праздников» – соблюдение ритуального запрета на использование острых предметов. Св. Спиридон почитался как целитель от ушибов и порезов.
20.12/02.01 - День Св. Игнатия (İgnat günü, İgnajka, İgnajden) известен в народе под названием День курицы или Праздник курицы (Taukların günü, Tauk yortusu). Он открывает цикл рождественско-новогодних праздников.
Важной частью обрядности Игнатьева дня являются магические действия с кутьёй (koliva), зёрнами пшеницы, кукурузы и обрядовым хлебом (pita), которые совершали с целью «обеспечить» плодородие земли, а также предсказать погоду, урожай, судьбу крестьянского хозяйства в целом. Обрядовую трапезу окуривали ладаном.
Народное название этого праздника День курицы связано с обрядом Poleznik (Полезник), посещением первого, вошедшего в дом человека. Войдя в дом, он имитировал звуки характерные для цыплят, ягнят, телят. Данные магические действия совершали с целью увеличить приплод домашней птицы и животных. Первого посетителя усаживали около очага («как квочку») и угощали. Считалось, что от того «насколько лёгкая у него рука», зависит плодородие в хозяйстве.
Начиная со дня Св. Игнатия и до Рождества во многих гагаузских сёлах резали свиней, еду из которых готовили лишь на Рождество. Поэтому одним из названий праздника было «День свиньи» (Domuzların günü). По селезёнке этого животного гадали о продолжительности зимы.
С Игнатьевым днём связано представление об увеличении светового дня и активизации «нечистой силы» (Cadı). С целью предохранения от нечистой силы рассыпали по двору просо, сопровождая это действие заклинанием. Начиная с Игнатьева дня до Рождества женщины, особенно беременные, соблюдали запрет на прядение, в основе которого лежит легенда о предродовых муках Девы Марии, широко распространённая у народов Юго-Восточной Европы.
25.12/07.01 - Рождество Христово или Коляда (Kolada, Koladi, Krêçun, Kraçun) – это один из самых значительных зимних праздников. Его, как и Новый год, отмечали по старому стилю, (за исключением жителей г. Вулканешты). Обрядовую трапезу кануна Рождества, состоявшую из постных блюд, компота из сухофруктов (hoşaf), кутьи и др. окуривали ладаном. 
Колядование происходило накануне Рождества: до темноты колядовали дети, с наступлением ночи – взрослые. В некоторых сёлах (с. Конгаз, Копчак) под Рождество колядовали только взрослые парни. В группу (kol) входило 15–30 человек. Колядующие были одеты в праздничную одежду; к шапкам прикрепляли букетики цветов из бумаги или разноцветных шерстяных ниток (kitka), которые были подарены парням девушками. 
При колядовании вожак группы исполнял роль “царя” (ţar), один из колядующих изображал «осла» (носил обрядовые хлеба), другой – «кошку» (оповещал хозяев о приближении колядующих с помощью мяуканья и просил у хозяев сало или мясо). Колядующих одаривали калачом с зажжённой свечой, деньгами. Иногда поверх калача клали свиное сало, мясо, варёную курицу (с. Копчак) или сладости (с. Джолтай). 
После получения калача благодарили хозяев, произнося «благословения». Почти все рождественские колядки (kolinda, kolada çalmaa) исполнялись гагаузами на болгарском языке, содержание которых сами колядующие не понимали. Рождественские колядки исполняли индивидуально для каждого члена семьи соответственно его положению, возрасту, полу. 
Одной из форм рождественского колядования было Хождение со звездой, которое называлось Stäuaylan gezmää (из молдавского steaua – звезда) реже Yıldızlan gezmää. Со «звездой» колядовали 2–3 мальчика. На деревянную палку устанавливали бумажную звезду, внутри которой помещали иконку. Колядующих, обычно исполнявших тропарь на молдавском языке, одаривали полотенцем, платком и деньгами. Со звездой обычно ходили цыгане или дети бедняков. 
Важное место в Рождественской обрядности занимали обрядовые хлеба. За несколько дней до Рождества приготовляли различные виды калачей, в том числе рождественский калач Kolada kolacı, напоминающий собой незавершённую восьмёрку. Обрядовые действия, совершавшиеся с Рождественским калачом, связаны с поминовением умерших. 
В рождественское утро, прежде чем приступить к употреблению скоромной (жирной) пищи разговлялись жареным воробьиным мясом (saçak kuşu) с целью «приобрести быстроту и лёгкость, подобно воробью». Главное место в рождественской обрядовой трапезе занимали блюда из свинины, что символизировало достаток семьи и благополучие хозяйства.
01.01/14.01 - Новый год (Eni yıl) в народе называется также Святой Василий (Ay Vasili). Традиционные новогодние поздравления, колядования (Hêy-Hêy gezmää, Ay Vasili gezmää, Bugaylan gezmää/Buıylan gezmää) происходили накануне Нового года. Вначале колядовали мальчики, начиная c 7 лет, а с наступлением темноты – молодые парни и женатые мужчины. Группы взрослых колядующих ходили со специальным инструментом (buga, bua, uultu), имитирующим мычание быка (пустой бочонок или тыква с натянутыми посередине конскими волосами), а также с гармошкой, звоночком, колотушкой, кнутом и др. Новогодние колядки исполнялись в основном на молдавском, реже на гагаузском языке. При их исполнении ударяли кнутом, как будто бы погоняли волов, и время от времени хором выкрикивали: «хэй-хэй».
В некоторых гагаузских сёлах (Авдарма, Джолтай, Баурчи, Томай) накануне Нового года колядующие исполняли обряд ритуальной запашки при помощи деревянного плуга (Puluklan gezmää). Двое из колядующих выполняли роль вола, третий – роль пахаря, а четвёртый – погонщика волов.
Характерной чертой гагаузской новогодней обрядности перенятой у молдаван, является использование масок козы (Kaprıylan gezmää/Keçiylän gezmää), реже – медведя, овцы, а также вывернутого наизнанку тулупа, ряжение, обрядовое переодевание мужчин в женские одежды.
14 января рано утром, затемно, взрослые парни и мальчики (kumi) поздравляли своих крестных родителей с Новым Годом и угощали их водкой (Rakıylan gezmää). Специально для крестников устраивали угощение и их одаривали различными подарками и деньгами.
Утром в первый день Нового года девочки, реже мальчики, ходили к родственникам и соседям с веточками яблони, груши, кизила, украшенными разноцветной бумагой – сурваки (Survaki, Suvraki, Survaki gezmää, Survaklamaa). Войдя в дом, они легко ударяли ею всех домочадцев (survaklamaa), произнося при этом поздравления на болгарском языке: «Surva, surva, pak do gudina». Колядующих одаривали сладостями, носовыми платками и мелкой монетой.
Составной частью новогодней обрядности являлись гадания: о дожде (с помощью лука и соли), о суженом (по лаю собак, по брошенной туфле и т.п.), о счастье (по праздничному пирогу в который запекали монету и др.). В основе разнообразных зимних гаданий и магических действий лежит стремление крестьян предугадать будущее и повлиять на него.
02.01/15.01 - Второй день Нового года отмечали в честь волов – Воловий день (Öküzlerin günü). Вечером, накануне второго дня Нового года совершали обычай Очищения хлева (Dam kürümää), в котором принимала участие группа молодых людей, колядовавших на Новый год. Они пытались тайком очистить от навоза хлев какого-нибудь хозяина. Если это у них получалось, то хозяин угощал их, в противном случае, они угощали хозяина.
06.01/19.01 - Богоявление, Крещение Господне, Йордан (Vaatiz, Ayazma, Yordan günü, Аy Yordan), считается большим христианским праздником, который завершает цикл новогодней обрядности. Накануне праздника окуривали ладаном постную трапезу. Крещенская обрядность состоит из «Малого» и «Большого» Крещения. Первое происходило в церкви, а второе – в общественном месте, у колодца или у проточной воды. По состоянию креста, который во время большого водосвятия опускали в воду, гадали о будущем урожае: «если крест покрывался льдом, считали, что год будет урожайным». В течение нескольких дней священник освящал колодцы и дома жителей села, за что получал вознаграждение. В праздник Крещения мыли иконы, брызгали друг на друга освящённой водой (ayazma).
07.01/20.01 - В День Иоанна Крестителя (Aу Yuvan,Yuvan günü) совершали обрядовое купание молодожёнов Eni güveyi yıkamaa (досл. «Купание новоиспечённого жениха»). Крестные родители обливали водой молодожёнов, женившихся в прошлом году, которые после этого угощали их обедом. Парни обливали водой именинников «для здоровья», которые должны были откупиться и устроить для них угощение.
Обычай обрядового купания молодожёнов выполнял социальную функцию – торжественное принятие молодожёнов в другую социальную группу и наделение их всеми соответствующими правами.
08.01/21.01 - По окончании новогодних праздников женщины отмечали Бабин день (Babu günü, Baba günü, Babin den), посвящённый Бабе-повитухе и роженице. К Бабе приходили женщины, у которых она принимала роды, и приносили различные подарки: полотенце, мыло, чулки, и т.д., а также калач с варёной курицей (kaniska). Та в свою очередь устраивала для всех женщин угощение. Во время гуляний, продолжавшихся до глубокой ночи, повитуху возили на санях или на телеге к колодцу и там поливали водой. В телегу впрягались сами женщины. От встречавшихся им на пути мужчин они требовали выкуп (вино, деньги), в противном случае их поливали водой, снимали с них одежду и т.п.
18.01/31.01 - Праздник в честь Св. Афанасия (Tanas, Ay Tanas) праздновали, чтобы предохраниться против чумы, так как он считался защитником людей от этой болезни. Согласно народному календарю, этот день считался серединой зимы.
01.02/14.02 - в День Св. Трифона (Trifun günü, Trifun) крестьяне окропляли виноградники и скот освящённой в церкви водой. Некоторые из хозяев, имевшие значительное количество виноградников, совершали также ритуальное подрезание виноградной лозы (çıbık) (1–3 куста), после которого хозяин поливал куст вином и сам выпивал стакан вина. Магические действия, связанные с «обрядовым подрезанием виноградника», совершали с целью увеличения плодоносной силы виноградников. Празднование этого дня связывается также с широко распространённой легендой о Трифоне, отрезавшим свой нос.
02.02/15.02 - Праздник Сретение Господне (Panaya). В этот день пекли специальный хлеб (panaya pitası) - и раздавали его соседям во славу божьей матери.
03.02/16.02 - Семёнов день (Simion günü). В этот день (в некоторых сёлах в продолжение первых трёх дней февраля)  запрещалось  пользоваться  режущими  предметами:  ножом,  топором, ножницами. С целью предохранить людей и скот от различного рода увечий. День Св. Симеона считался наиболее опасным (hatalı gün).
На Мясные заговены – Et orucu (букв. «Мясной пост») происходило «прощание» с мясной пищей. В последний день недели (в воскресенье) в каждом доме готовили различные мясные блюда. Несколько тарелок с блюдом разносили в соседние дома в память умерших. После этого дня мясо в пищу не употребляли до Пасхи.
Великому посту предшествуют Сырные заговены – Piinir aftası (Сырная неделя, Масленица), на которых происходило «прощание» с молочной пищей. В течение этой недели употребляли только молочную пищу, различного рода пресные слоёные пироги, с творогом (döşemä, gözlemä, plaçinta), яйца варёные и жареные. На Сырной неделе ездили в гости к родственникам на санях, телегах, в зависимости от погодных условий. Обильное угощение на Масленицу, как и на Новый год, связано с магией первого дня. Верили, что «как проведёшь этот праздник, таким будет и весь год (обильным)». Масленица считалась «женским праздником», так как она отмечалась в основном женщинами (Масленичная неделя). Несколько женщин собирались в одном доме с различными женскими работами (шитьём, пряденьем и т.д.).
Самым важным днём Масленицы было Прощёное воскресенье, которое включало в себя обычай коллективного раскаяния – Prost olmaa, обрядовую трапезу, ритуальные огни (через который должны были обязательно перепрыгнуть и молодые, и старые). Обычай просить прощение накануне Великого поста исполняется пожилыми людьми и в настоящее время. По обычаю в этот день полагалось навестить родителей, старших родственников, кумовьёв и соседей, у которых просили прощения, целуя руку. После совершения обряда раскаяния посажёные родители одаривали своих крестников (kumi, kumiţa) свечей, варёным яйцом и платком.
Для детей на Масленицу устраивали игру с подвешенными к потолку яйцом или халвой (Hamam, Hamlatmaa, Sallamaa). Развлечениями молодёжи на Масленицу были: скатывание со склонов горящих колёс, соревнования по верховой езде, перепрыгивание верхом на лошади через костёр. Согласно народному поверью, масленичные костры отгоняют нечистую силу, предотвращают появление чесотки у лошадей и предохраняют людей от блох.
В первую субботу Великого поста День Св. Фёдора (Todur günü, Ay Todur) отмечали праздник, посвящённый лошадям. В День Св. Фёдора, почитавшегося как покровитель лошадей, во многих сёлах устраивали конные скачки (koşu) с призами. Согласно народному поверью, участие лошадей в празднике было средством предохранения их от болезней. В церкви приготовляли кутью büük koliva («большая колива»), предназначавшуюся для общественного поминовения умерших.
01.03/14.03 - В народе воспринимался как первый день весны и назывался по-разному: 1 Марта, Баба Марта, Святая Евдокия (Mardın biri, Marta Babusu, Sfıntu Dokiya). В большинстве гагаузских сёл эту дату отмечали в честь Бабы Марты, а в некоторых сёлах Комратского района – в честь «Бабы Докии» (с. Чок-Майдан). Согласно же православным святцам в этот день чествовали Преподобную мученицу Евдокию.
Рано утром хозяйка подвешивала к стрехе дома кусок красной ткани или красный пояс (kırmızı marta parçası), «чтобы солнце светило ярче». Детям, девушкам повязывали красную и белую шерстяные ниточки «marta», «martacık» на кисть, руку или шею, которые носили до прилёта первых птиц: ласточки или аиста. Такие же мартеницы повязывали на шею домашним животным и ветви плодовых деревьев. В этот день тщательно подметали в доме пол и, выбрасывая мусор во двор, приговаривали: «mart – içeri, pirelär – dışarı» («март в дом, блохи вон»). С 1 по 9 марта соблюдали запрет на всякую женскую работу, с целью не разгневать Бабу Марту или Бабу Евдоху и чтобы не было заморозков. В основе мартовских обычаев лежит очистительно-предохранительная и симпатическая магия.
09.03/22.03 - Праздник Сорок великомучеников в народе называется Kırk meçik (Сорок мучеников), Kırk ayoz (Сорок святых), Kırk kaşık (Сорок ложек – от обычая одаривать в память умерших 40 ложками), Kırk çibık (сорок прутьев) - у гагаузов греции. Этот день в народном календаре обозначал приход весны и начало нового сельскохозяйственного года. Соответственно, совершавшиеся обрядовые действия были направлены на пробуждение природы и поминовение умерших: разжигали возле дома костёр из «мусора» с целью «согреть землю» (через который перепрыгивали домочадцы); пекли в память умерших 40 калачиков, которые раздавали соседям (по два калачика) и др. Считалось также необходимым проделать в небольшом объёме все работы, чтобы в течение всего года сопутствовала удача.
25.03/07.04 - Благовещение (Blaguşteni, Blaguştin) считается большим праздником, в который запрещена любая работа. По своему значению этот праздник приравнивался к Пасхе. Согласно поверью, распространённому у многих европейских народов, даже прилетевшие птицы в этот день не вьют гнёзд. Согласно народному поверью, в этот день обязательно нужно поесть немного рыбы.
В Лазареву субботу – Lazari cumaaertesi, Lazari (предпоследняя суббота перед Пасхой, накануне Вербного воскресенья) исполняли весенний девичий обряд Лазари, который сохранился до наших дней (с. Баурчи, Бешалма, Конгаз). Лазаровали девочки 7–12 лет (lazaricilär, lazarki). Они ходили по домам по трое с пением лазарских песен. Одна из лазарок изображала «невесту» (gelincik). Её лицо обычно было закрыто белой коротенькой фатой или платком. Участниц одаривали сырыми яйцами и мелкой монетой.
В некоторых сёлах Комратского района (с. Бешалма, Конгаз) распространена другая форма обряда Лазари, которая отличается от предыдущей возрастным составом участниц (девушки 14–16 лет), обрядовой одеждой и функциональной направленностью. «Взрослые лазарки» ходили по домам группой состоящей из 8–10 человек. Две девушки изображали «молодуху», что подчёркивалось элементами их обрядового костюма (особой формой повязания платка).
Третья разновидность весенних девичьих обычаев – Боенец, в которой главную роль играли две девочки: одна изображала невесту, а другая, именовавшаяся Боенец, – жениха. Обряд Боенец был зафиксирован у гагаузов во второй половине XX в. в смешанных по национальному составу сёлах, в которых гагаузы проживали вместе с болгарами.
Весенние девичьи обычаи, связанные с различными видами лазарований (Лазарки, Боенец, Данец, Лазэрелул), были широко распространены у народов Балкано-Дунайского региона – болгар, сербов, македонцев, части румын (в Мунтении), молдаван.
В Вербное воскресенье (Süüt pazarı) поминали умерших. Прихожане приходили в церковь с ветками вербы и там освящали их. Затем с ними шли на кладбище, втыкали ветки в могилы и угощали присутствующих обрядовой едой (с. Карбалия). Одну веточку несли домой и оставляли её в помещении для скота или под иконой
На седьмой неделе Великого поста (последняя неделя перед Пасхой), которая в народе называлась Большая/Великая неделя (Büük afta), в церкви проходило чтение Евангелий (Büük Deniyä). Существовал обычай после последнего богослужения нести домой зажжённую свечу, огонь которой считался освящённым и назывался «okunmuş ateş» (освящённый огонь). Этот обычай соблюдается и в настоящее время в некоторых гагаузских сёлах. Такую свечу хранили за иконой и зажигали её при сильной грозе.
На Великой неделе выпекали обрядовые хлеба (paska и kolaç), красили и расписывали яйца. Пасхальное яйцо (обычно окрашенное первым или просто освящённое) наделялось магической силой и использовалось как апотропеическое средство от града. В течение всей недели запрещалось стирать, шить, заниматься женскими работами и работать в поле. Последние три дня Великого поста многие пожилые люди соблюдали особо строгий пост – «тримур» (ничего не ели и не пили).
Одним из наиболее почитаемых дней Великого поста является Великий (Чистый) четверг – Ak perşembä. Обрядность этого дня, сохранившаяся в некоторых сёлах в архаической форме, связана с поминовением умерших. Согласно народным представлениям, «души умерших родственников возвращаются в свои дома и остаются там до кануна Вознесения». К этому дню приводили в порядок могилы.
Рано утром во дворе каждого дома разводили небольшой костёр, рядом с которым ставили столик с кутьёй, калачом и свечой. По пути на кладбище (с. Конгаз, Бешалма, Баурчи) на обочине дороги, на колодцах и мостах оставляли зажжённую свечу, кутью, обрядовую лепёшку. Могилу и принесённую еду и окуривали ладаном, после чего одаривали ею друг друга. Начиная с Чистого четверга, отмечали семь, а в некоторых сёлах (с. Дезгинджа) девять четвергов от града.
Пасха (Paskellä) считается большим религиозным и народным праздником. Ко дню Пасхи в доме производили все ремонтные работы: покраску, побелку, глиной обмазывали полы в домах. Детям покупали что-либо из одежды. Свечу с пасхальной заутрени «okunmuş ateş» несли зажжённой домой, как и в Чистый четверг, и давали подержать всем домочадцам. В церкви освящали обрядовый хлеб, яйца и др., а затем обменивались поздравлениями и обрядовой едой (пасхой и яйцами). В некоторых сёлах (Авдарма, Чок-Майдан, Дезгинджа, Баурчи, Джолтай) на Пасху дети ходили из дома в дом с поздравлениями – Kırmızı yımırtıylan gezmää («Ходить с красным яйцом»). На Пасху, как и на Новый год, семейные пары приходили в гости к матери невесты, а молодожёны – к посажёным родителям.
Важную часть пасхального праздника составляли молодёжные развлечения: танцы (horu) и состязания по борьбе (güreş). Излюбленным занятием детей и молодёжи на Пасху являлось катание с горок крашеных яиц, а также обычай чокаться крашеными яйцами.
Девятый день после Пасхи (в понедельник) в народе назывался - Малая Пасха, Девятый день Пасхи, Пасха умерших (Küçük Paskellä, Paskellenin dokuzu, Ölülerin Paskellesi_. В этот день на кладбище устраивали коллективные поминки по умершим родственникам. Данный обычай хорошо сохранился до настоящего времени.

## Летний цикл праздников
23.04/06.05 - Праздник в честь Великомученика Георгия Победоносца в народе называется Хедерлез (гаг. Hederlez) реже Св. Георгий (гаг. Ay Yorgi, Ay Görgi). Этот день считался одним из самых больших праздников в году. Св. Георгия считался покровителем крупного и мелкого рогатого скота. Согласно народному календарю, праздник Хедерлез – это первый день лета и начало нового хозяйственного года. Отнесение начала годичного цикла к первой половине мая связано с периодичностью скотоводческого хозяйства, с появлением первой зелени и перегоном скота на летние пастбища. На Св. Георгия заключались и расторгались различные договоры, в том числе обговаривали условия найма пастухов.
Центральным моментом праздника было обрядовое заклание жертвенного ягнёнка и приготовление из него специального блюда «курбан» с крупой или рисом (гаг. kurban bulgurlan, kurban pirinçlän). После обедни во дворе церкви прихожане устраивали обрядовую трапезу. Иногда коллективную трапезу устраивали отдельно на каждой улице либо в каждом доме.
Для заклания выбирали обычно самого лучшего ягнёнка из нового приплода, мужского пола без физических недостатков. Над ним совершали ряд обрядовых действий: к рожку ягнёнка прикрепляли восковую свечу и зажигали; в рот клали немного зелёной травы, соли (иногда соль привязывали в платочке к рожку), а голову поворачивали на восток. Старший в семье мужчина кадил ладаном из ручной кадильницы, окроплял жертву освящённой в церкви водой, читал над ней молитву, перекрещивал и резал. Если в селе была церковь, то некоторые прихожане несли святить в церковь живого ягнёнка. Шкуру ягнёнка отдавали священнику в качестве платы за услугу.
Составной частью праздника были молодёжные развлечения – хоро, качание на качелях. В этот день принято было подводить некоторые итоги: детей взвешивали и измеряли их рост, сравнивая эти данные с предыдущим годом.
Через сорок дней после Пасхи отмечали праздник Вознесение Господне (гаг. İspas), в обрядности которого христианские элементы тесно переплетены с древними представлениями о загробном мире, о душе. Согласно народным воззрениям, души умерших родственников, отпущенные на землю в Чистый четверг, возвращались обратно в загробный мир в день Вознесения. К этому дню готовили обрядовые хлеба (paska) и красили яйца, которые вместе с другой едой освящали в церкви. Накануне Вознесения крестьяне приходили на могилы умерших родственников и «прощались» с ними, одаривая друг друга калачами и обрядовой едой.
В начале XX в. в Вознесение многие гагаузские, а также болгарские села, отмечали межсельские праздники «Сборы» (Zbor), которые сопровождались жертвоприношениями животных, спортивными состязаниями (скачками, борьбой), всеобщим весельем и ярмарками.
01.05/14.05 - Совершали обряд вызывания дождя Пипируда (Pipiruda) с целью предупредить засуху. Накануне 14 мая мать одной из участниц обряда вылепливала из глины куклу. Наиболее распространённым названием такой «куклы» было Германчу или Германчо. В некоторых гагаузских сёлах это название имело незначительные отличия: Герменчо, Герданчо, Ерменчо, Герги, Кальянко, Кальенка, Кальенчу и др. Иногда такую «куклу» называли сразу двумя именами: Германчу и Танасчик (от формы имени Афанасий) или Сенька.
Рано утром (14 мая) группа девочек (иногда вместе с женщинами), состоящая из 10–30 человек, обходила крестьянские дома с пением обрядовых песен. Одна из них (обычно сирота) называлась Пипируда или «невеста» (gelincik). Её голову украшал венок из белых полевых цветов; в руках она держала два букетика из этой же травы или базилика и ведро с водой. Все участницы обряда обычно были одеты в траурную чёрную одежду и держали в руках листья лопуха. После исполнения песни (обычно на гагаузском языке) Пипируда кропила хозяйку и дом водой. Хозяйка одаривала участниц обряда (pipirudacılar) различными продуктами: мукой, свиным жиром, растительным маслом, яйцами (не во всех сёлах), мелкой монетой и др. После одаривания хозяйка поливала Пипируду водой, «чтобы пошёл дождь».
После обхода дворов участницы обряда несли Германчо к источнику и закапывали его на берегу озера, ручья, на поле или бросали в недействующий колодец (иногда сразу бросали в воду). По прошествии трёх или девяти дней «куклу» откапывали и затем бросали в воду (с. Гайдар). Обряд завершался поминальной трапезой (в честь Германчо) и мольбами о дожде.
Характерной чертой обряда Пипируда является объединение обрядов Пипируда и Германчо в единый комплекс; обязательное завершение обряда похоронами Германчо и поминальной трапезой; прикрепление обряда Пипируда к конкретной дате (1/14 мая). В случае длительной засухи женщины неоднократно совершали обряд Германчо, с похоронами «куклы» и поминальной трапезой.
02.05/15.05 - Отмечали в честь Св. Афанасия (Tanas, Ay Tanas). В этот день некоторые гагаузские и болгарские сёла (Димитровка (Болградского района, Украина), Александровка (бывш. Саталык-Хаджи), Ново-Трояны, Огородное (бывш. Чиишия) ежегодно отмечали межсельский праздник (Сбор), который проходил возле огромного валуна в честь местночтимого Св. Афанасия.
09.05/22.05 - Отмечали День Св. Николая (гаг. Nikulay, Nikulay günü, Ay Nikola, Nikul günü, Sveti Nikola). Во многих семьях делали курбан (steunoz kurbanı) в честь святого, покровителя семьи. В с. Казаклия на Николая-летнего устраивали курбаны на улице (коллективные трапезы).
Суббота накануне Троицы (Троицкая суббота) называется в народе гаг. Moşa, Moşa cumaaertesi, Duşniţa. Основу обрядности этого дня составляют обычаи и обряды, связанные с общественным поминовением умерших предков (Mоша). На кладбище собирались женщины с кутьёй на блюдах и с графинами воды и одаривали друг друга различной деревянной посудой в память умерших.
В праздновании Святой Троицы – (гаг. Troiţa, Troiţa pazarı «Троицкое воскресенье», гаг. Duminika Mari «Великое воскресенье»), отмечающейся на 50-й день после Пасхи, сохранились пережитки дохристианских верований. Отмечался канун Троицы (Троицкая суббота), Троица и понедельник после Троицы (день Святого Духа). Некоторые гагаузские сёла устраивали на Троицу Сбор (межсельский праздник).
Накануне Троицы украшали ворота ветками ореха (гаг. ceviz yapraa) или акации (гаг. biyaz salkım). В домах и в церкви полы покрывали травой. Считалось, что трава, которая пролежала на полу эти дни, обладает магической силой. Предохранительная магия, занимавшая важное место в троицкой обрядности, имела целью защитить людей, урожай и скот от колдунов. Считалось, что накануне Троицына дня cadı отбирали у урожая «ману».
С понедельника (после Троицы) начиналась Русальная неделя (гаг. Rusali aftası), длившаяся до начала Петровского поста. Это второй этап празднования в честь мифических существ Русали, который завершался обрядом проводов Русали. Первый этап начинался в Русальную среду – гаг. Rusali çarşambası (в праздник Преполовение) обрядом Встреча Русали (гаг. Rusalileri getirmää). В некоторых сёлах (Авдарма, Чок-Майдан, Джолтай, Казаклия, Баурчи, Чадыр-Лунга) обряд представлял собой театрализованное представление с ряжеными, сутью которого было «приглашение» Русали в село «как дорогих гостей». В празднике участвовали только женщины. Танцы («хору»), составлявшие важную часть праздника, носили обрядовый характер. Участницы также обрызгивали водой друг друга и прохожих (с. Баурчи).
Помимо подобных общих «встреч-приглашений» Русали в село (женщинами одной улицы или бригады (в колхозе), в некоторых сёлах их «встречали» в каждом доме отдельно, так как полагали, что от этого зависит благополучие их хозяйства (с. Джолтай). Рано утром, до рассвета, старшая в доме женщина выливала у ворот дома кружку воды и приглашала Русали прийти с плодородием: «Buyurun, Rusalilär, bereketlän!» («Добро пожаловать, Русали, с изобилием (плодородием)!»).
Накануне Русальной недели в комнатах на полу расстилали полынь (гаг. pelin), её носили в кармане рубашки, на поясе, клали в постель. Трапеза этого дня обязательно включала водку или вино, настоянные на полыни. Предохранительная магия выражается также в соблюдении некоторых запретов, связанных с этими днями, с целью уберечься от злого воздействия Русали: нельзя работать ни в поле, ни дома; нельзя спать в обед, стирать, купаться и т.д. Оканчивалась Русальная неделя обрядом «проводов» или «изгнанием» Русали (гаг. Rusalileri koolamaa).
24.06/07.07 - Рождество Иоанна Крестителя считается днём летнего солнцестояния. В народе он называется Драгайка (гаг. Dragayka, в с. Копчак – гаг. Yan günü, Yani günü, Yeni günü) и считается большим религиозным праздником. Согласно народным воззрениям, в этот день «солнце поворачивает к зиме» (гаг. gün dönmesi): день уменьшается, а ночь увеличивается.
Основные обрядовые действия – обход полей c целью проверки состояния зрелости пшеницы и гадания о счастье по цветам чертополоха (гаг. genger). После Драгайки начинали косить ячмень.
29.06/12.07 - День святых апостолов Петра и Павла (гаг. Petro-Paul, Petro hem Pavli) в народе часто называется по имени первого святого - Петро (гаг. Petro). До Петрова дня убирали ячмень и рожь, а с Петрова дня начинали косить пшеницу. В этот день в церкви освящали первые фрукты: яблоки и абрикосы, которыми вначале угощали других, а потом уже ели сами. К архаическим элементам относится также обычай разговляться мясом домашней птицы (Petro pilici – «Петровский цыплёнок»). Впервые в день Св. Петра употребляли в пищу петухов нового вывода. При завершении жатвы сплетали пучок из лучших колосьев наподобие «бороды» (brada, sakal) и ставили под икону.
Многие июльские праздники День Святого мученика Кирика (Kirikaşköp) - 15/28 июля, Св. Марины (гаг. Marina) - 17/30 июля, Св. Ильи (гаг. Аy İliyä) – 20 июля/2 августа, Св. Фоки, Св. Марии Магдалены (гаг. Foka, Magdalina) - 22 июля/4 августа, считались «опасными днями» (гаг. hatalı gün). Их отмечали «от пожара», так как в июльское знойное время увеличивалась опасность пожаров во время жатвы и молотьбы. Основу обрядности этих дней составляют запреты предохранительного характера, в основе которых лежит суеверный страх перед огнём, как природной стихией, способной уничтожить весь урожай. Запрещалось выполнять какую-либо работу и разжигать огонь даже для приготовления пищи. Наиболее опасным считался День Св. Фоки.
Святого Илью отмечали также «от опасных дождей», от града, которые могли повредить уже созревшему урожаю (гаг. hatalı yaamurlar). Согласно народным представлениям, он заведует небом, ветрами, облаками и дождём. В день Св. Ильи в церкви освящали мёд, варёную кукурузу, яблоки, сливы, арбузы, которыми угощали друг друга.
01.08/14.08 - На День Макавея начинался  пост  и  длился  до  15  августа (гаг. Panaya orucu). В церкви освящали различные травы, цветы, которые впоследствии использовались для мытья головы (от головной боли). Согласно народному календарю, с Макавеева дня можно убирать фасоль.
06.08/19.08 - Праздник Преображение Господне (гаг. Аy Sotira). Считался серединой Богородичного поста. На Преображение освящали в церкви яблоки, виноград, сливы и мёд, после чего снималось пищевое табу на употребление этих фруктов.
15.08/28.08 - Одним из наиболее празднуемых дней в году было Успение Пресвятой Богородицы (гаг. Büük Panaiyä «Большая Богородица»). В народе его отмечали как праздник урожая. В день Успения в церкви освящали виноград и новый урожай зерна. С этого дня разрешалось употребление винограда. Из новой муки пекли калачи и хлеб, которыми одаривали соседей и прохожих за здоровье живых и в память умерших. Многие сёла в этот день делали «курбан церкви», а также проводили «Сбор» (межсельский праздник).
Празднику Успения приписывали особые свойства. Согласно народным воззрениям, в этот день, так же как на Пасху и Георгиев день, зарытые клады «светятся».
29.08/11.09 - С праздником Усекновение Главы Иоанна Крестителя (гаг. Yuvan Krestıtel, Seknovene) связано множество запретов, которые имеют религиозный оттенок. Запрещалось употреблять в пищу всё, что было красного цвета или имело круглую форму, то есть всё, что напоминает кровь и голову Иоанна Крестителя: красный виноград, арбуз, дыню.
08.09/21.09 - В народе праздник Рождество Пресвятой Богородицы называется - Kücük Panaiyä Малая Богородица. С этого дня начинали массовый сбор винограда.
14.09/27.09 - Праздник Воздвижение Креста Господня (гаг. Krestov, Krestov günü) связывали в народе с окончательным наступлением осени (день осеннего равноденствия). Считалось, что с этого дня птицы начинают улетать в тёплые края.